# Abramovich Flyer

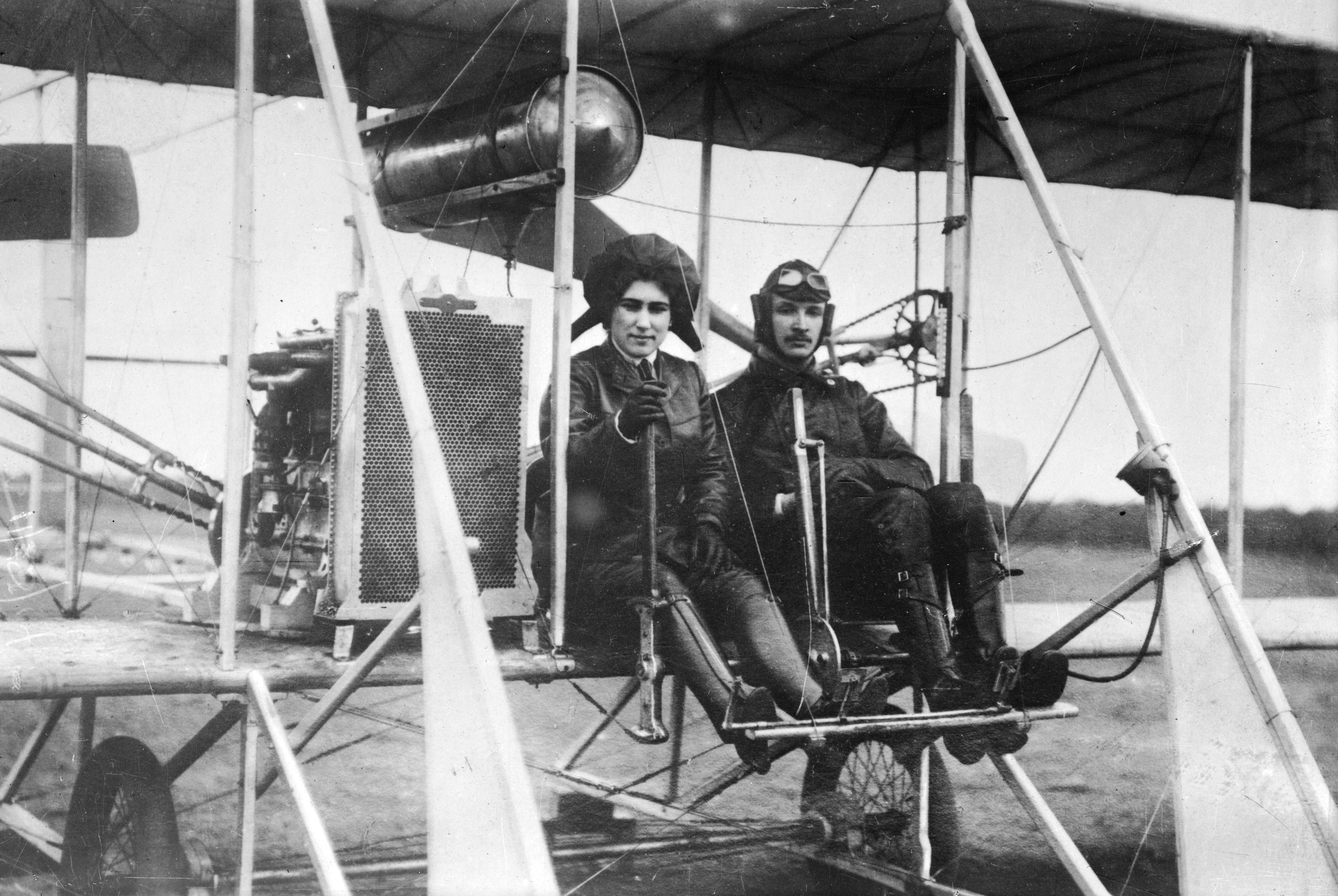
Abramovich Flyer

De Abramovich flyer was een vliegtuig gebouwd door Vsevolod Abramovitsj in 1912, gebaseerd op het ontwerp van de gebroeders Wright, dat hij veelvuldig bestudeerde toen hij testpiloot was voor hun Duitse dochteronderneming. Verschillen met het Wright-ontwerp waren onder andere een landingsgestel met wielen en een andere plaatsing van de vleugels. Abramovitsj behield het systeem van het draaien van de vleugels om zo te sturen, maar dan door middel van een stuurknuppel in plaats van het harnas dat de Wrights gebruikten. Waarschijnlijk heeft Abramovitsj' vroegtijdige dood ervoor gezorgd dat hij geen slachtoffer werd van de juridische stappen die de gebroeders Wright ondernamen tegen iedereen die vliegtuigen bouwde die ook maar enigszins iets weg hadden van hun eigen ontwerpen. 

## Specificaties
- Bemanning: 1 piloot
- Capaciteit: 1 passagier
- Lengte: 8,30 m
- Spanwijdte: 11,80 m
- Hoogte:
- Vleugeloppervlak: 50 m²
- Leeggewicht: 480 kg
- Beladen gewicht:
- Max takeoff gewicht:
- Max snelheid:
- Bereik:
- Plafond:
- Motoren: 1× NAG lijnmotor, 75 kW (100 pk)